# Auchterarder
Auchterarder (schottisch-gälisch Uachdar Ardair) ist ein kleiner Ort in der Council Area Perth and Kinross in Schottland mit 4206 Einwohnern.
Bekannt ist Auchterarder durch das in der Nähe gelegene Gleneagles Hotel, in dem im Jahr 2005 der G8-Gipfel stattfand.

## Persönlichkeiten
- James Kennaway (1928–1968), schottischer Autor und Drehbuchschreiber
- Berühmtester Einwohner des Ortes ist der schottische Snookerprofi Stephen Hendry.[2]